# NGC 5928
NGC 5928 is een lensvormig sterrenstelsel in het sterrenbeeld Slang. Het hemelobject werd op 24 mei 1791 ontdekt door de Duits-Britse astronoom William Herschel.

## Synoniemen
- UGC 9847
- MCG 3-39-27
- ZWG 106.42
- KCPG 465B
- PGC 55072